# Nomi in codice NATO per navi sovietiche
La lista elenca le classi di navi sovietiche e russe, per numero di progetto, specificando il nome in codice NATO, con cui sono maggiormente note in occidente.

## Progetto 1 - Progetto 394
| Designazione originale      | Nome in codice NATO | Tipo                                             | Unità costruite                                        | Entrata in servizio               |
| --------------------------- | ------------------- | ------------------------------------------------ | ------------------------------------------------------ | --------------------------------- |
| Progetto 1                  | Leningrad           | cacciatorpediniere                               | 3                                                      | 1936-1939                         |
| Progetto 2                  | Uragan I            | torpediniera                                     | 18 (tutte le versioni)                                 | 1929                              |
| Progetto 3                  | Fugas I             | dragamine                                        | 40 (tutte le versioni)                                 | 1935-1941                         |
| Progetto 4                  | Uragan II           | torpediniera                                     | 18 (tutte le versioni)                                 | 1929                              |
| Progetto 7                  | Gnevnyj             | cacciatorpediniere                               | 30                                                     | 1938                              |
| Progetto 7U                 | Soobrazitel'nyj     | cacciatorpediniere                               | 18                                                     | 1940-1941                         |
| Progetto 20-I               | Tashkent            | cacciatorpediniere comando                       | 1, più altre 4 mai entrate in servizio                 | 1939                              |
| Progetto 23                 | Sovetskij Sojuz     | nave da battaglia                                | 15 previste, 4 effettivamente iniziate                 | nessuna unità entrata in servizio |
| Progetto 26                 | Kirov               | incrociatore                                     | 2                                                      | 1938-1940                         |
| Progetto 26B                | Maxim Gorky         | incrociatore                                     | 4                                                      | 1940-1944                         |
| Progetto 30                 | Ognevoy             | cacciatorpediniere                               | 1                                                      | 1943                              |
| Progetto 30A                | Ognevoy             | cacciatorpediniere                               | 11                                                     | 1947-1948                         |
| Progetto 30B                | Skoryj              | cacciatorpediniere                               | 70                                                     | 1949-1953                         |
| Progetto 34                 | Skoryj              | cacciatorpediniere                               | alcuni esemplari convertiti                            | anni cinquanta                    |
| Progetto 35                 | Mirka               | corvetta                                         | 9                                                      | 1964-1965                         |
| Progetto 35M                | Mirka II            | corvetta                                         | 9                                                      | anni sessanta                     |
| Progetto 38                 | Leningrad           | cacciatorpediniere                               | 3                                                      | 1936-1939                         |
| Progetto 39                 | Uragan III          | torpediniera                                     | 18 (tutte le versioni)                                 | 1929                              |
| Progetto 41                 | Tallinn             | cacciatorpediniere                               | 1                                                      | 1955                              |
| Progetto 42 Sokol           | Kola                | fregata                                          | 8                                                      | 1951-1953                         |
| Progetto 43                 | Zemchug             | motovedetta                                      | 4                                                      | 1934                              |
| Progetto 45                 | Opytny              | cacciatorpediniere                               | 1                                                      | 1941                              |
| Progetto 50                 | Riga                | fregata                                          | una sessantina                                         | anni cinquanta                    |
| Progetto 53                 | Fugas II            | dragamine costiero                               | 40 (tutte le versioni)                                 | 1935-1941                         |
| Progetto 53U                | Fugas III           | dragamine costiero                               | 40 (tutte le versioni)                                 | 1935-1941                         |
| Progetto 53ETU              | Fugas IV            | dragamine costiero                               | 40 (tutte le versioni)                                 | 1935-1941                         |
| Progetto 56                 | Kotlin              | cacciatorpediniere                               | 27                                                     | 1956-1958                         |
| Progetto 56PLO              | Kotlin modificata   | cacciatorpediniere                               | 11 conv.                                               | 1956-1958                         |
| Progetto 56K, 56A, 56AE     | Kotlin SAM          | cacciatorpediniere                               | 9 conv.                                                | 1965-1971                         |
| Progetto 56EM, 56M e 56U    | Kildin              | cacciatorpediniere lanciamissili                 | 4                                                      | 1958                              |
| Progetto 57B                | Krupny              | cacciatorpediniere lanciamissili                 | 8                                                      | 1960                              |
| Progetto 57PLO              | Kanin               | cacciatorpediniere lanciamissili                 | 8 conv.                                                | 1966-1977                         |
| Progetto 58                 | Kynda               | incrociatore lanciamissili                       | 4                                                      | 1962-1965                         |
| Progetto 61                 | Kashin              | cacciatorpediniere lanciamissili                 | 13                                                     | anni sessanta                     |
| Progetto 61M                | Kashin modificata   | cacciatorpediniere lanciamissili                 | 1 nuova, oltre a 5 unità convertite. Altri 5 all'India | 1971                              |
| Progetto 68                 | Chapayev            | incrociatore                                     | 5                                                      | 1950                              |
| Progetto 68B                | Sverdlov            | incrociatore                                     | 14, più altre 7 mai ultimate e tre cancellate          | 1952-1955                         |
| Progetto 69                 | Kronshtadt          | incrociatore da battaglia                        | 2 pianificati                                          | mai completati                    |
| Progetto 70E                | Sverdlov modificata |                                                  | Alcuni esemplari convertiti                            | anni settanta?                    |
| Progetto 82                 | Stalingrad          | incrociatore da battaglia                        | forse 7, 3 iniziate                                    | mai ultimate                      |
| Progetto 92M                | Lenin               | rompighiaccio a propulsione nucleare             | 1                                                      | 1959                              |
| Progetto 97                 | Dobrynya Nikitich   | rompighiaccio                                    | circa 20                                               | 1959-1974                         |
| Progetto 97P                | Ivan Susanin        | rompighiaccio                                    | 2                                                      | anni sessanta                     |
| Progetto 106                | Vydra               | nave da sbarco                                   |                                                        | anni sessanta                     |
| Progetto 122 bis            | Kronshtadt          | cacciasommergibili                               | 157                                                    | 1948-1955                         |
| Progetto 130                | Bereza              | nave per operazioni di smagnetizzazione          | 17                                                     | 1985-1990                         |
| Progetto 133 Antarets       | Muravey             | pattugliatore                                    |                                                        | 1983-1989                         |
| Progetto 133.1M             | Parchim III         | corvetta                                         | una dozzina complessive                                | 1986-1990                         |
| Progetto 133.2              | Parchim II          | corvetta                                         | una dozzina complessive                                | 1986-1990                         |
| Progetto 141                | Kashtan             | nave appoggio per operazioni di carico e scarico | 8                                                      | 1988-1990                         |
| Progetto 145                | Sura                | nave appoggio per operazioni di carico e scarico |                                                        | 1965-1978                         |
| Progetto 151                | TR-40               | dragamine                                        | oltre 25                                               | fine anni cinquanta               |
| Progetto 159                | Petya I             | corvetta                                         | 18                                                     | 1961-1969                         |
| Progetto 159A               | Petya II            | corvetta                                         | 27                                                     | 1961-1969                         |
| Progetto 159AE              | Petya III           | corvetta                                         | 14 (esport.)                                           | 1961-1969                         |
| Progetto 160                | Alyay               | petroliera militare                              | 6                                                      | anni sessanta                     |
| Progetto 183                | P6                  | motosilurante                                    | 622                                                    | 1953-1960                         |
| Progetto 183R               | Komar               | motocannoniera missilistica                      | 112                                                    | 1956-1965                         |
| Progetto 204                | Poti                | corvetta                                         | 69                                                     | 1961-1968                         |
| Progetto 205 Tsunami        | Osa I               | motocannoniera missilistica                      | 270 circa (oltre a 120 costruite su licenza in Cina)   | anni sessanta                     |
| Progetto 205M               | Osa II              | motocannoniera missilistica                      | 180                                                    | anni sessanta                     |
| Progetto 205P Tarantula     | Stenka              | motosilurante                                    | 117                                                    | 1967-1990                         |
| Progetto 206                | Shershen            | motosilurante                                    | 87                                                     | 1955                              |
| Progetto 206M Shtorm        | Turya               | motosilurante                                    | 36 (comprese esportazioni)                             | 1972-1979                         |
| Progetto 206MR Vichr'       | Matka               | aliscafo missilistico                            | 11                                                     | 1980                              |
| Progetto 206EP              | Mol                 | motosilurante                                    | 13/14                                                  | anni sessanta?                    |
| Progetto 266                | Yurka               | dragamine                                        | 52                                                     | 1963                              |
| Progetto 226M Akvamarine    | Natya               | dragamine d'altura                               | 45 complessive                                         | 1978                              |
| Progetto 254                | T-43                | dragamine                                        | 178                                                    | 1948-1960                         |
| Progetto 257D               | Vanya I             | dragamine                                        | 47 (tutte le versioni)                                 | 1960-1973                         |
| Progetto 257DM              | Vanya II            | dragamine                                        | 47 (tutte le versioni)                                 | 1960-1973                         |
| Progetto 264                | T-58                | dragamine                                        | 58                                                     | 1957-1961                         |
| Progetto 266DB Akvamarine 2 | Natya II            | dragamine d'altura                               | 45 complessive                                         | anni ottanta                      |
| Progetto 300                | Oskol I             | nave per riparazioni                             | una decina complessiva                                 | 1963-1967                         |
| Progetto 301T               | Oskol II            | nave per riparazioni                             | una decina complessiva                                 | 1963-1967                         |
| Progetto 303                | Oskol modificata    | nave per riparazioni                             | una decina complessiva                                 | 1963-1967                         |
| Progetto 304                | Amur                | nave per riparazioni                             | una trentina                                           | 1968-1988                         |
| Progetto 310 Batur          | Don                 | nave appoggio per sottomarini                    | 7                                                      | 1958-1961                         |
| Progetto 317                | Alesha              | posamine                                         |                                                        | anni sessanta                     |
| Progetto 323                | Lama                | nave trasporto missili da crociera               | 7                                                      | anni sessanta                     |
| Progetto 361                | K-8                 | dragamine                                        | 40                                                     | 1954                              |
| Progetto 375                | Tomba               | nave generatore                                  | 4                                                      | 1974-1976                         |
| Progetto 394B               | Primor'ye           | nave AGI                                         | 6                                                      | 1969-1973                         |

## Progetto 503 – Progetto 696
| Designazione originale      | Nome in codice NATO                                             | Tipo                                                 | Battelli costruiti                                         | Entrato in servizio |
| --------------------------- | --------------------------------------------------------------- | ---------------------------------------------------- | ---------------------------------------------------------- | ------------------- |
| Progetto 502                | Mayak                                                           | nave AGI                                             | una ventina                                                | anni sessanta?      |
| Progetto 503M               | Alpinist                                                        | Soverglianza elettronica (ELINT)                     | 5                                                          | 1981                |
| Progetto 512                | MP-6                                                            | nave da trasporto                                    | 5                                                          | anni cinquanta      |
| Progetto 513M               | T-43 modificata                                                 | nave da monitoraggio acustico                        |                                                            | anni sessanta?      |
| Progetto 514                | Nevel'skoy                                                      | Nave oceanografica                                   | 1                                                          | 1961                |
| Progetto 527M               | Prut                                                            | operazioni di recupero sottomarino/salvataggio       | 9                                                          | anni cinquanta      |
| Progetto 530                | Nepa                                                            | nave appoggio sottomarini                            | 1                                                          | 1967                |
| Progetto 05360              | Pionier Moskvyy                                                 | nave per il supporto al salvataggio dei sommergibili | 4                                                          | fine anni settanta  |
| Progetto 05361              | Pionier Moskvyy                                                 | nave per il supporto al salvataggio dei sommergibili | 4                                                          | fine anni settanta  |
| Progetto 537                | El'brus                                                         | nave da salvataggio                                  | 2                                                          |                     |
| Progetto 550                | Amguema                                                         | nave da supporto logistico polare (rompighiaccio)    |                                                            | anni settanta       |
| Progetto 563                | Goryn (numero utilizzato anche per le petroliere classe Kazbek) | rimorchiatore                                        | 13 complessivi                                             | 1977-1983           |
| Progetto 563S               | Goryn                                                           | rimorchiatore                                        | 13 complessivi                                             | 1977-1983           |
| Progetto 577                | Uda                                                             | petroliera militare                                  |                                                            | 1962-1967           |
| progetto 596                | Vytegrales                                                      | nave da trasporto                                    | 64                                                         | 1963-1966           |
| Progetto 601                | Golf III                                                        | SSB                                                  | 1 conv.                                                    | 1969                |
| Progetto 605                | Golf IV                                                         | SSB                                                  | 1 conv.                                                    | 1969                |
| Progetto 611                | Zulu                                                            | SSK                                                  | 28                                                         | 1952                |
| Progetto 613                | Whiskey                                                         | SSK                                                  | 236 complessivi                                            | 1949-1958           |
| Progetto 615                | Quebec                                                          | SSK                                                  | 40                                                         | 1954                |
| Progetto 617                | Whale                                                           | SSK                                                  | 1/2                                                        | 1956                |
| Progetto 619                | Golf V                                                          | SSB                                                  | 1 conv.                                                    | 1976                |
| Progetto 627 Kit            | November                                                        | SSN                                                  | 8 o 10                                                     | 1958                |
| Progetto 629                | Golf I                                                          | SSB                                                  | 23                                                         | 1958                |
| Progetto 629A               | Golf II                                                         | SSB                                                  | 14 conv.                                                   | 1967                |
| Progetto 629R               | Golf SSQ                                                        | sottomarino comando                                  | 3 conv.                                                    | 1973-1979           |
| Progetto 633                | Romeo                                                           | SSK                                                  | 20                                                         | 1958                |
| Progetto 636                | Kilo migliorata                                                 | SSK                                                  |                                                            |                     |
| Progetto 640                | Whiskey Canvas Bag                                              | sorveglianza radar                                   | 4-6                                                        | anni cinquanta      |
| Progetto 641                | Foxtrot                                                         | SSK                                                  | 62 + 17 esp.                                               | 1958                |
| Progetto 641BUKI - Сом      | Tango                                                           | SSK                                                  | 18 o 20                                                    | 1973                |
| Progetto 644                | Whiskey Twin Cylinder                                           | SSG                                                  | 6                                                          | 1958-1960           |
| Progetto 651                | Juliett                                                         | SSG                                                  | 16                                                         | 1962                |
| Progetto 658                | Hotel I                                                         | SSBN                                                 | 8 o 9                                                      | 1959                |
| Progetto 658M               | Hotel II                                                        | SSBN                                                 | 8 conv.                                                    | 1963                |
| Progetto 658                | Hotel III                                                       | SSBN                                                 | 1 conv.                                                    | 1968                |
| Progetto 659T               | Echo I                                                          | SSGN – Sottomarino nucleare d'attacco                | 5                                                          | 1960                |
| Progetto 661 Anchar         | Papa                                                            | SSGN                                                 | 1                                                          | 1973                |
| Progetto 665                | Whiskey Long Bin                                                | SSG                                                  | 6                                                          | 1960-1963           |
| Progetto 667                | Yankee I                                                        | SSBN                                                 | 34                                                         | 1968                |
| Progetto 667AM              | Yankee II                                                       | SSBN                                                 | 1 conv.                                                    | 1976                |
| Progetto 667AT Grusha       | Yankee Notch                                                    | SSBN                                                 | 7 conv.                                                    | 1982                |
| Progetto 667M Andromeda     | Yankee Sidecar                                                  | SSGN                                                 | 1 conv.                                                    | 1982                |
| Progetto 667B - Мурена      | Delta I                                                         | SSBN                                                 | 18                                                         | 1972                |
| Progetto 667БР              | Delta II                                                        | SSBN                                                 | 4                                                          | 1974                |
| Progetto 667БДР Kal'mar     | Delta III                                                       | SSBN                                                 | 14                                                         | 1975                |
| Progetto 667BDRM Del'fin    | Delta IV                                                        | SSBN                                                 | 8                                                          | 1984                |
| Progetto 670A Skat          | Charlie I                                                       | SSGN                                                 | 12                                                         | 1968                |
| Progetto 670M Skat M        | Charlie II                                                      | SSGN                                                 | 8                                                          | 1973                |
| Progetto 671                | Victor I                                                        | SSN                                                  | 16                                                         | 1967                |
| Progetto 671RT              | Victor II                                                       | SSN                                                  | 7                                                          | 1972                |
| Progetto 671RТМ             | Victor III                                                      | SSN                                                  | 25                                                         | 1979                |
| Progetto 675                | Echo II                                                         | SSGN                                                 | 29                                                         | 1962                |
| Progetto 677 Lada           | Lada                                                            | SSK                                                  | 1 in servizio, 3 in costruzione. 6 Previsti entro il 2015. | 2006                |
| Progetto 685 Plavnik        | Mike                                                            | SSN                                                  | 1                                                          | 1984                |
| Progetto 690 Кефал (cefalo) | Bravo                                                           | SSK                                                  | 4                                                          | 1968                |
| Progetto 696                | Tolya                                                           | drone dragamine                                      | 3/4                                                        | 1990                |

## Progetto 705 – Progetto 978
| Designazione originale                  | Nome in codice NATO | Tipo                                           | Battelli costruiti        | Entrato in servizio                       |
| --------------------------------------- | ------------------- | ---------------------------------------------- | ------------------------- | ----------------------------------------- |
| Progetto 705                            | Alfa                | SSN                                            | 7                         | 1971                                      |
| Progetto 712                            | Sliva               | rimorchiatore                                  | 4                         | 1984-1985                                 |
| Progetto 733                            | Goliat              | rimorchiatore                                  | 63                        | 1958-1966                                 |
| Progetto 734                            | Dnepr               | nave per riparazioni                           | 5                         | 1960-1964                                 |
| Progetto 740                            | Yuniy Partizan      | nave da trasporto                              | 22                        | anni settanta                             |
| Progetto 745                            | Sorum               | rimorchiatore                                  | una trentina              | 1973                                      |
| Progetto 770                            | Polnocny A          | nave da sbarco                                 | 46                        | 1967 (versione base)                      |
| Progetto 771                            | Polnocny B          | nave da sbarco                                 | 36                        | 1967 (versione base)                      |
| Progetto 773U                           | Polnocny D          | nave da sbarco                                 | 4                         | 1967 (versione base)                      |
| Progetto 774                            | Polnocny C          | nave da sbarco                                 | 25                        | 1967 (versione base)                      |
| Progetto 775                            | Ropucha I           | nave da sbarco                                 | 25                        | 1975-1985                                 |
| Progetto 775M                           | Ropucha II          | nave da sbarco                                 | 3                         | 1990-1991                                 |
| Progetto 850                            | Nikolay Zubov       | nave oceanografica                             | 4                         | 1963-1968                                 |
| Progetto 852                            | Akademik Krylov     | nave oceanografica                             | 6 complessive             | 1974-1979                                 |
| Progetto 856                            | Akademik Krylov     | nave per spedizioni oceanografiche             | 6 complessive             | 1974-1979                                 |
| Progetto 860 Azimut                     | Samara              | nave da sorveglianza costiera                  | 13                        | anni sessanta                             |
| Progetto 861                            | Moma                | nave da sorveglanza costiera                   |                           | 1967-1974                                 |
| Progetto 861M                           | Moma                | nave ELINT                                     | una decina                | 1968-1974                                 |
| Progetto 862                            | Yug                 | Nave per ricerche oceanografiche               | Probabilmente una ventina | 1978-1983                                 |
| Progetto 862.1                          | Yug                 | Nave ELINT                                     | Un paio modificate        | Vedi progetto 862. Modificate nel 1989-90 |
| Progetto 864                            | Vishnaya            | Nave ELINT                                     | 7                         | 1985-1987                                 |
| Progetto 865 Piranya                    | Classe Losos        | Sottomarino per operazioni speciali            | 2                         | 1986-1990                                 |
| Progetto 870                            | Kamenka             | nave da sorveglianza idrografica               | 12                        | 1968-1972                                 |
| Progetto 871                            | Biya                | nave da sorveglianza idrografica               | 14                        | 1972-1976                                 |
| Progetto 872                            | Finik               | nave da sorveglianza idrografica               | 24                        | 1979-1981                                 |
| Progetto 873                            | Sibirykov           | nave per spedizioni oceanografiche             | 2                         | 1990-1991                                 |
| Progetto 877 Paltus                     | Kilo                | SSK                                            | 21 + 21 esp.              | 1980                                      |
| Progetto 883                            | Mirnyy              | Nave per intelligence                          | 4                         | 1962-1964                                 |
| Progetto 885 Granay                     | Severodvinsk        | SSGN                                           | 7 unità previste          | 2013                                      |
| Progetto 887                            | Smol'nyy            | nava da addestramento                          | 3                         | fine anni settanta                        |
| Progetto 907                            | Triton-1            | sommergibile tascabile                         |                           |                                           |
| Progetto 908                            | Triton-2            | sommergibile tascabile                         |                           |                                           |
| Progetto 940 Ленок (un tipo di salmone) | India               | sottomarino da salvataggio                     | 2                         | 1976                                      |
| Progetto 941 Akula                      | Typhoon             | SSBN                                           | 6                         | 1982                                      |
| Progetto 945А Barrakuda                 | Sierra I            | SSN                                            | 2                         | 1984                                      |
| Progetto 945B                           | Sierra II           | SSN                                            | 2                         | 1990                                      |
| Progetto 949 Antey I                    | Oscar I             | SSGN                                           | 2                         | 1981                                      |
| Progetto 949А Antey II                  | Oscar II            | SSGN                                           | 11                        | 1986                                      |
| Progetto 955 Borei                      | Borei               | SSBN                                           | 12 pianificati            | in costruzione. Prove in mare nel 2008    |
| Progetto 956 Sarych                     | Sovremennyj         | cacciatorpediniere lanciamissili               | 17 + 4 esport.            | 1980                                      |
| Progetto 971                            | Akula               | SSN                                            | 7                         | 1985                                      |
| Progetto 971M                           | Akula II            | SSN                                            | 3                         | 1995                                      |
| Progetto 971U                           | Improved Akula      | SSN                                            | 5                         | 1991                                      |
| Progetto 09774 Akson                    | Yankee Pod          | sottomarino per sperimentazioni                | 1 conv.                   | 1984                                      |
| Progetto 976                            | Akademik Kurchatov  | nave per ricerche oceanografiche               | 7                         | 1966                                      |
| Progetto 09780                          | Yankee Stretch      | "sottomarino madre" per battelli classe Paltus | 1 conv.                   | 1990                                      |

## Progetto 1041 - Progetto 1453
| Designazione originale       | Nome in codice NATO   | Tipo                                                           | Battelli costruiti                      | Entrato in servizio                        |
| ---------------------------- | --------------------- | -------------------------------------------------------------- | --------------------------------------- | ------------------------------------------ |
| Progetto 1041.0              | Svetlyak              | pattugliatore multiruolo                                       | varie decine                            | 1988                                       |
| Progetto 1041.1              | Svetlyak              | pattugliatore multiruolo                                       | varie decine                            | 1988                                       |
| Progetto 1041.2              | Svetlyak              | pattugliatore multiruolo                                       | 4                                       | 1988                                       |
| Progetto 1083.1              | Paltus                | sommergibile nucleare per operazioni speciali                  | 2                                       | 1991-1994                                  |
| Progetto 1105                | Kapitan Chechkin      | rompighiaccio                                                  | 6                                       | 1977-1978                                  |
| Progetto 1112                | Klazma                | nave posacavi                                                  |                                         | anni sessanta                              |
| Progetto 1123 Kondor         | Moskva                | incrociatore portaelicotteri                                   | 2                                       | 1967                                       |
| Progetto 1124 Albatross      | Grisha I              | corvetta                                                       | 16                                      | 1968-1974                                  |
| Progetto 1124P Albatross     | Grisha II             | corvetta                                                       | 14                                      | 1973                                       |
| Progetto 1124M Albatross     | Grisha III            | corvetta                                                       | 33                                      | 1975-1985                                  |
| Progetto 1124K Albatross     | Grisha IV             | corvetta                                                       | 1                                       | 1984                                       |
| Progetto 1124.4 Albatross    | Grisha V              | corvetta                                                       | 31                                      | 1985-1994                                  |
| Progetto 1128                | Sibir'                | nave AGI                                                       | 4 (tutte le versioni)                   | 1960                                       |
| Progetto 1129                | Sibir'                | nave AGI                                                       | 4 (tutte le versioni)                   | 1960                                       |
| Progetto 1134 Berkut         | Kresta I              | incrociatore lanciamissili                                     | 4                                       | 1967                                       |
| Progetto 1134A Berkut        | Kresta II             | incrociatore lanciamissili                                     | 10                                      | 1968-1976                                  |
| Progetto 1134B Berkut B      | Kara                  | incrociatore lanciamissili                                     | 7                                       | 1971                                       |
| Progetto 1135 Burevestnik    | Krivak I              | fregata missilistica                                           | 20                                      | 1970-1980                                  |
| Progetto 1135M Burevestnik M | Krivak II             | fregata missilistica                                           | 11                                      | 1978-1982                                  |
| Progetto 1135.2 Burevestnik  | Krivak I modernizzata | fregata missilistica                                           | 3 conv.                                 | 1987-1994                                  |
| Progetto 1135.5 Nerei        | Krivak III            | fregata missilistica                                           | 8                                       | 1984-1990                                  |
| Progetto 1141.1 Sokol        | Babochka              | pattugliatore antisommergibile                                 | 1                                       | 1977                                       |
| Progetto 1143 Krechyet       | Kiev                  | portaerei                                                      | 4                                       | 1975                                       |
| Progetto 1143.5 Orel         | Kuznecov              | portaerei                                                      | 1+1 mai ultimata                        | 1991                                       |
| Progetto 1143.7              | Ul'janovsk            | portaerei a propulsione nucleare                               | 1 in costruzione, un'altra mai iniziata | programma cancellato nel 1991              |
| Progetto 1144.2 Orlan        | Kirov                 | Incrociatore da battaglia lanciamissili a propulsione nucleare | 4                                       | 1981                                       |
| Progetto 1145.1 Sokol        | Mukha                 | pattugliatore antisommergibile                                 | 2                                       | 1986                                       |
| Progetto 1151.0              | Belyanka              | nave per trasporto scorie nucleari                             | 2                                       | 1984-1987                                  |
| Progetto 1153 Orel           | Sovietsky Soyuz       | portaerei a propulsione nucleare                               | una in costruzione, mai ultimata        | progetto cancellato nei primi anni ottanta |
| Progetto 1154.0              | Neustrašimyj          | fregata missilistica                                           | 2+1 in costruzione                      | 1990                                       |
| Progetto 1155 Fregat         | Udaloy I              | incrociatore lanciamissili                                     | 12                                      | 1981                                       |
| Progetto 1155.1 Fregat       | Udaloy II             | incrociatore lanciamissili                                     | 1                                       | 1995                                       |
| Progetto 1157.0              | Sadko                 | trasporto missili                                              | 1                                       | 1987                                       |
| Progetto 1159                | Koni                  | fregata                                                        | 14                                      | 1975-1988                                  |
| Progetto 1164 Atlant         | Slava                 | incrociatore missilistico                                      | 3+1 in costruzione                      | 1982-1989                                  |
| Progetto 1166.1              | Gepard                | fregata                                                        | 1+1 in costruzione                      | 2002                                       |
| Progetto 1171 Tapir          | Alligator             | nave da sbarco                                                 | 14                                      | 1964-1975                                  |
| Progetto 1172                | Emba                  | nave posacavi                                                  | 3                                       | anni ottanta                               |
| Progetto 1174                | Ivan Rogov            | nave da sbarco                                                 | 2                                       | 1978                                       |
| Progetto 1175                | Biriusa               | nave posacavi                                                  | 2                                       | 985                                        |
| Progetto 1176                | Ondatra               | nave da sbarco                                                 | 16                                      | 1978                                       |
| Progetto 1190                | Khasan                | monitore fluviale                                              | 1                                       | 1946                                       |
| Progetto 1206                | Lebed                 | hovercraft                                                     | 20                                      | 1976-1980                                  |
| Prigetto 1204                | Schmel                | pattugliatore fluviale                                         | 85                                      | 1967-1974                                  |
| Progetto 1206.1 Murena       | Tsaplya               | hovercraft                                                     | 5                                       | 1982-1988                                  |
| Progetto 1208 Slepen'        | Yaz                   | pattugliatore flufiale                                         |                                         | 1975-1990                                  |
| Progetto 1232.1 Aist         | Džejran               | hovercraft da sbarco                                           | 20                                      | 1970-1980                                  |
| Progetto 1232.2 Zubr         | Pomornik              | hovercraft da sbarco                                           | una decina                              | 1987                                       |
| Progetto 1234 Ovod           | Nanuchka I            | corvetta                                                       | 17                                      | 1969-1976                                  |
| Progetto 1234.1              | Nanuchka III          | corvetta                                                       | 19                                      | 1977-1986                                  |
| Progetto 1234.2              | Nanuchka IV           | corvetta                                                       | 1                                       | 1987                                       |
| Progetto 1239 Sivuch         | Bora                  | hovercraft lanciamissili                                       | 2                                       | 1997-2000                                  |
| Progetto 1240 Urugan         | Sarancha              | motocannoniera                                                 | 1                                       | 1977                                       |
| Progetto 1241 Molnaya        | Tarantul              | corvetta                                                       | un centinaio, incluse le esportazioni   | anni settanta                              |
| Progetto 1241PEI             | Pauk modificata       | corvetta                                                       | 45 (tutte le versioni)                  | 1977-1989                                  |
| Progetto 1241.RZ Molnaya M   | Tarantul III          | corvetta                                                       | un centinaio, incluse le esportazioni   | anni settanta                              |
| Progetto 1241.2 Molnaya      | Tarantul II           | corvetta                                                       | un centinaio, incluse le esportazioni   | anni settanta                              |
| Progetto 1241.2 Molnaya 2    | Pauk                  | corvetta                                                       | 45 (tutte le versioni)                  | 1977-1989                                  |
| Progetto 1241.2P Molnaya 2   | Pauk I                | corvetta                                                       | 45 (tutte le versioni)                  | 1977-1989                                  |
| Progetto 1248 Moskit         | Vosh                  | pattugliatore fluviale                                         |                                         | 1979-1984                                  |
| Progetto 1249                | Piyavka               | pattugliatore fluviale                                         |                                         | 1979-1984                                  |
| Progetto 1252 Almaz          | Zhenya                | dragamine                                                      | 2                                       | 1967-1972                                  |
| Progetto 1256 Topaz          | Andryusha             | dragamine                                                      |                                         | anni settanta                              |
| Progetto 1258 Korund         | Yevgenya              | dragamine costiero                                             | 50 circa                                | 1970-1976                                  |
| Progetto 1259 Malakhit       | Olya                  | dragamine                                                      | 4                                       | 1976                                       |
| Progetto 1263 Almaz          | Zhenya                | dragamine                                                      | 2                                       | 1967-1972                                  |
| Progetto 1265 Yakhont        | Sonya                 | dragamine                                                      | 60                                      | 1973                                       |
| Progetto 1266.0              | Gorya                 | dragamine d'altura                                             | 2                                       | 1988-1994                                  |
| Progetto 1288.4              | Bambuk                | Nave AGI                                                       | 1                                       | 1987                                       |
| Progetto 1300 Prorbivatel    | Tanya                 | drone dragamine                                                | 6?                                      | 1987                                       |
| Progetto 1332                | Barentsevo More       | nave appoggio per dragamine                                    | 1                                       | 1984                                       |
| Progetto 1338 Nel'ma         | Rybak                 | dragamine                                                      |                                         |                                            |
| Progetto 1376                | Ilyusha               | drone dragamine                                                | 11                                      | 1970                                       |
| Progetto 1380                | Baltika               | dragamine                                                      | 1                                       | 1978                                       |
| Progetto 1400                | Zhuk                  | motovedetta                                                    |                                         |                                            |
| Progetto 1431.0              | Mirazh                |                                                                |                                         |                                            |
| Progetto 1452                | Ingul                 | rimorchiatore                                                  | 6 in tutto                              | 1974-1987                                  |
| Progetto 1453                | Ingul                 | rimorchiatore                                                  | 6 in tutto                              | 1974-1987                                  |

## Da Progetto 1541
| Designazione originale       | Nome in codice NATO      | Tipo                                                    | Battelli costruiti                            | Entrato in servizio |
| ---------------------------- | ------------------------ | ------------------------------------------------------- | --------------------------------------------- | ------------------- |
| Progetto 1537.1              | Polyus                   | nave oceanografica                                      | 3                                             | 1962-1964           |
| Progetto 1541                | Luza                     | petroliera per carburante di missili                    | una decina                                    | 1960-1962           |
| Progetto 1545                | Baskunchak               |                                                         |                                               |                     |
| Progetto 1559                | Desna                    | Nave per il controllo missili                           | 2                                             |                     |
| Progetto 1559V Progetto 1593 | Boris Chilikin           | petroliera militare                                     | 6                                             | 1971-1978           |
| Progetto 1595                | Neon Antonov             |                                                         |                                               |                     |
| Progetto 1681 Rus' / Consul  | Rus'                     | DSRV                                                    | 1+1                                           | 2000                |
| Progetto 1710 Mackrel        | Beluga                   | SSK                                                     | 1                                             | 1987                |
| Progetto 1783A               | Vala                     | nave per trasporti speciali (scorie nucleari liquide)   | 5                                             | 1964-1971           |
| Progetto 1791                | Amga                     |                                                         |                                               |                     |
| Progetto 1799                | Pelym                    |                                                         |                                               |                     |
| Progetto 1806                | Onega                    | nave per rilevamento segnali acustici                   |                                               | 1973-1993           |
| Progetto 1823                | Muna                     |                                                         |                                               |                     |
| Progetto 1824                | Muna                     |                                                         |                                               |                     |
| Progetto 1826 Balzam         | Lira                     | navi per compiti di sorveglianza elettronica            | 4                                             | 1986 circa          |
| Progetto 1840                | Lima                     | SSK                                                     | 1                                             | 1980                |
| Progetto 1850                | Andizhan                 | nave da trasporto                                       | una cinquantina                               | 1958-1960           |
| Progetto 1851                | X-Ray                    | sommergibile nucleare per operazioni speciali           | 1                                             | 1985                |
| Progetto 1855                | Priz                     | DSRV                                                    | 4 o 5                                         |                     |
| Progetto 1859                | Berezina                 | rifornitore di squadra                                  |                                               |                     |
| Progetto 1886.1              | Urga                     | nave appoggio/supporto sottomarini                      |                                               | anni sessanta       |
| Progetto 1889U               | Borodino                 | nave da addestramento                                   | 2                                             | anni sessanta       |
| Progetto 1893                | Katun I                  | rimorchiatore antincendio                               |                                               | 1970-1978           |
| Progetto 1910 Kashalot       | Uniform                  | sottomario per operazioni speciali                      | 3                                             | 1983-1995           |
| Progetto 1908                | Akademik Sergej Korolëv  | nave da ricerca per il supporto a missioni spaziali     | 1                                             |                     |
| Progetto 1909                | Kosmonavt Jurij Gagarin  | nave da ricerca per il supporto a missioni spaziali     | 1                                             |                     |
| Progetto 1914.1              | Marshal Nedelin          | nave da appoggio elettronico                            | 2                                             |                     |
| Progetto 1918                | Vytegrales               |                                                         |                                               |                     |
| Progetto 1929                | Kosmonavt Pavel Belyayev | navi per appoggio alle missioni spaziali                | 4                                             |                     |
| Progetto 1941 Titan          | Kapusta                  | nave comando (vascello comunicazioni)                   | 1988                                          | 1                   |
| Progetto 1993                | Katun II                 | rimorchiatore antincendio                               |                                               | 1978-1981           |
| Progetto 2020                | Malina                   | officina galleggiante per sottomarini                   | 3                                             | 1984-1991           |
| Progetto 10081               | Sevmorput                | nave cargo a propulsione nucleare e scafo rompighiaccio | 1                                             | 1988                |
| Progetto 10520               | Arktika                  | rompighiaccio a propulsione nucleare                    | 6                                             | 1975-2007           |
| Progetto 10580-1             | Tajmir                   | rompighiaccio a propulsione nucleare                    | 2                                             | 1989-1990           |
| Progetto 10750 Sapfir        | Lida                     | dragamine                                               | 9                                             | 1990-1996           |
| Progetto 18270               | Bester                   | DSRV                                                    | 1?                                            |                     |
| Progetto 20910               | Czilim                   | hovercraft                                              | 4                                             | 2001                |
| Progetto 21630               | Buyan                    | Corvetta                                                | 1, più 2 in costruzione ed altre 4 progettate | 2006                |

## Progetti A e B
| Designazione originale | Nome in codice NATO | Tipo                         | Battelli costruiti | Entrato in servizio |
| ---------------------- | ------------------- | ---------------------------- | ------------------ | ------------------- |
| Progetto A-202         | Roslavl             | rimorchiatore                |                    | 1953-1960           |
| Progetto AOL-92        | Pevek               | Petroliera militare          | 16                 | 1956-1960           |
| Progetto B-92          | Neftegaz            | rimorchiatore                | oltre 40           | 1983-1987           |
| Progetto B-93          | Akademik Fersman    | nave per ricerche geofisiche | 10                 |                     |
| Progetto B-99          | Iva                 | rimorchiatore                | 15 circa           | anni ottanta        |
| Progetto B-320         | Ob                  | nave ospedale                | 4                  |                     |

## Nomi NATO in ordine alfabetico
La lista elenca i nomi in codice NATO per le classi di navi militari sovietiche. 
Le voci sono elencate nella forma Classe <nome NATO classe> (<tipo>) - Progetto <N°progetto> <nome>. La designazione sovietica originale è quella con il numero di progetto.

### A
- Classe Alesha (posamine) - Progetto 317
- Classe Alligator (nave da sbarco) - Progetto 1171 Tapir

### B
- Classe Bora (hovercraft) - Progetto 1239 Sivuch

### D
- Classe Džejran - Progetto 1232.1 Aist

### G
- Classe Grisha (corvetta) - Progetto 1124 Albatross

### I
- Classe Ivan Rogov (nave da sbarco) - Progetto 1174

### K
- Classe Kara (incrociatore) - Progetto 1134B Berkut B - Проект 1134B Беркут Б (Aquila reale)
- Classe Kashin - Progetto 61
- Classe Kiev (portaerei) - Progetto 1143 Krechyet (Tipo di Falco)
- Classe Kirov (incrociatore 1980) - Progetto 1144 Orlan (Aquila di mare)
- Classe Komar (motocannoniera) - Progetto 183R
- Classe Koni (fregata) - Progetto 1159
- Classe Kresta I/II (incrociatore) - Progetto 1134/1134A, Berkut/Berkut A (Aquila reale)
- Classe Krivak (fregata) - Progetto 1135 Burevestnik
- Classe Kynda (incrociatore) - Progetto 58

### M
- Classe Matka (aliscafo) - Progetto 106MP
- Classe Mirka (fregata) - Progetto 35
- Classe Mol (motosilurante) - Progetto 106EP
- Classe Moskva (incrociatore) - Progetto 1123 Kondor (Condor)

### N
- Classe Natya (dragamine) - Progetto 226M
- Classe Nanuchka (corvetta) - Progetto 1234

### O
- Classe Osa I/II - Progetto 205/205U

### P
- Classe Petya (fregata) - Progetto 159
- Classe Pomornik (hovercraft) -  Progetto 1232.2 Zubr
- Classe Poti (corvetta) - Progetto 204

### R
- Classe Riga (fregata) - Progetto 50
- Classe Ropucha (nave da sbarco) - Progetto 775

### S
- Classe Shershen (motosilurante) - Progetto 206
- Classe Slava (incrociatore) - Progetto 1164 Atlant
- Classe Sonya (dragamine) - Progetto 12650
- Classe Sovremennyj - Progetto 956 Sarych (Tipo di Falco)
- Classe Stenka (motosilurante) - Progetto 205M
- Classe Sverdlov (incrociatore) - Progetto 68B

### T
- Classe Tarantul (motocannoniera) - Progetto 1241
- Classe Turya (motosilurante) - Progetto 206M

### U
- Classe Udaloy (cacciatorpediniere) - Progetto 1155 Fregat (Fregata (zoologia))

### V
- Classe Vanya (dragamine) - Progetto 669

### Y
- Classe Yurka (dragamine) - Progetto 266

### Z
- Classe Zhuk (motovedetta) - Progetto 1400